# Església blava de Bratislava
L'església de Santa Elizabet (eslovac: Kostol svätej Alžbety, hongarès: Szent Erzsébet templom), coneguda com a Església Blava (Modrý kostolík, Kék templom ), és una església catòlica hongaresa-secessionista (Jugendstil, Art Nouveau) situada a la part oriental del nucli antic de Bratislava, de l'actual Eslovàquia. Està consagrada a Elisabet d'Hongria, filla d'André II, que va créixer al castell de Pressburg (Pozsonyi vár) . Es coneix com "La Petita Església Blava" pel color de la seva façana, mosaics, majòliques i coberta de vidre blau. Inicialment formava part del gimnàs (institut) veí i servia com a capella de l'escola.

## Arquitectura
L'església d'una nau va ser construïda el 1908-1913, quatre anys després dels plans d'Ödön Lechner per construir una església a l'estil modernista hongarès. A l'església dominen les anomenades formes secessionistes hongareses. Lechner també va dibuixar els plànols del veí gymnázium (institut) i de la vicaria (també a l'estil secessionista hongarès).
La planta baixa de l'església és ovalada. En primer terme hi ha una torre de l'església cilíndrica de 36,8 metres d'alçada. Al principi, es va projectar una cúpula, però mai es va construir; en canvi, es va construir una volta de canó, rematada per un sostre d'anca. La coberta està tapada amb maons vidriats amb decoració, amb finalitats de separació.

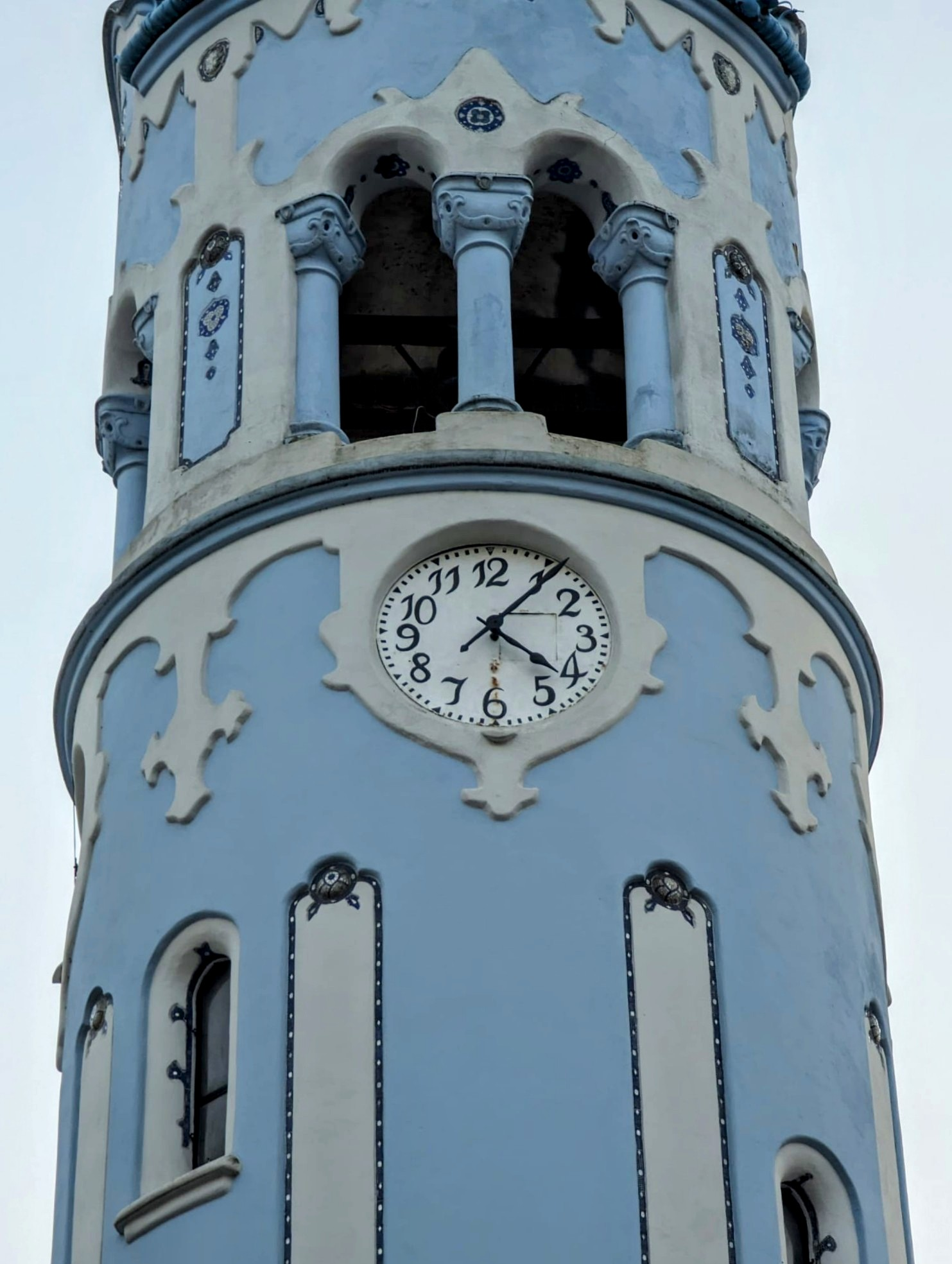
Detall del rellotge del campanar de l'església

Les entrades principals i laterals estan tancades amb pilars dobles romànics, que tenen una sensació oriental. Els pilars també es troben prop de les finestres.
La façana es va pintar en un principi amb colors pastel clars. Més tard l'església va adquirir el seu característic color blau. Una línia de rajoles blaves i una franja d'ones envolta l'església.

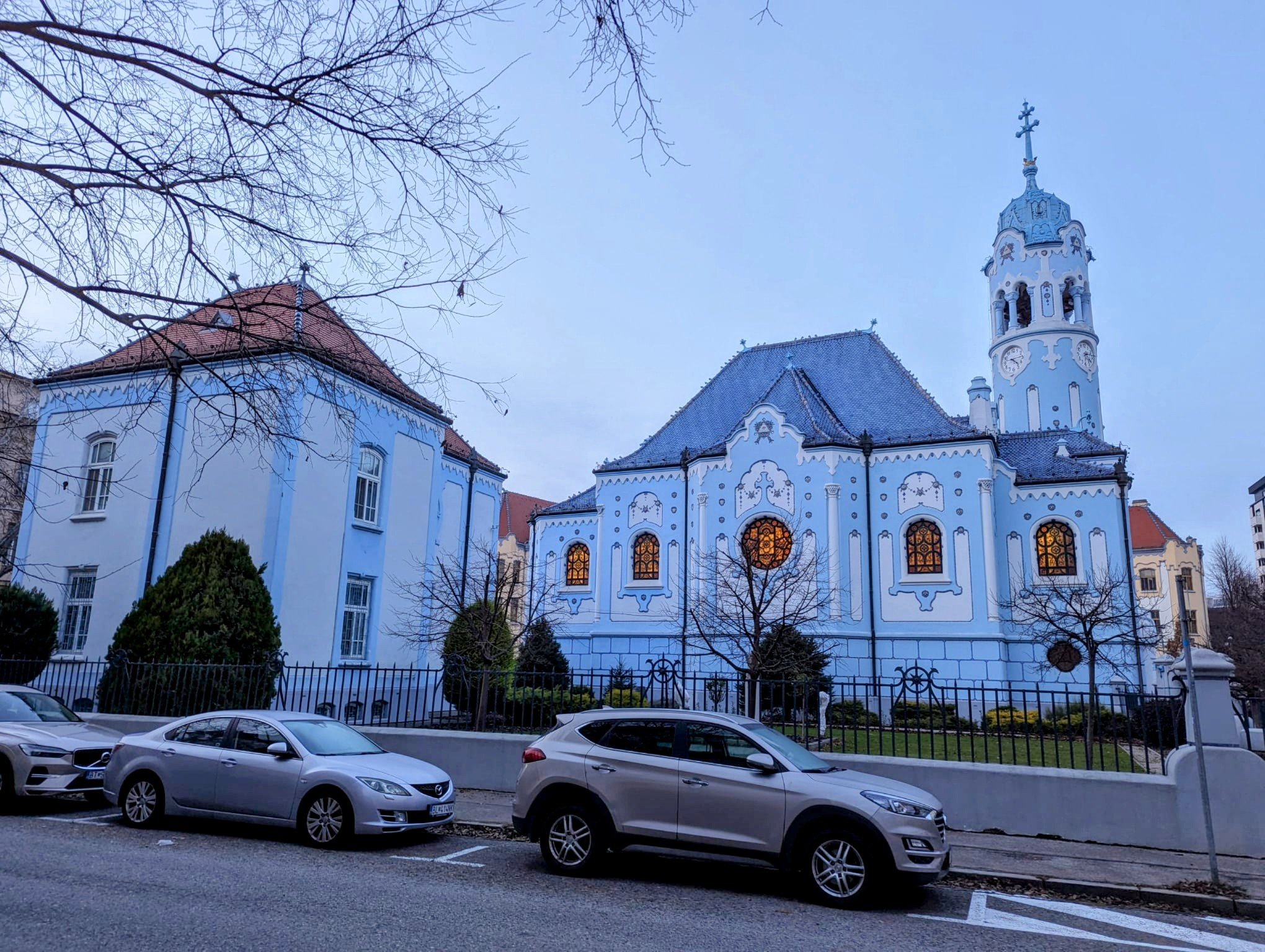
Vista lateral de l'església

L'interior està ricament decorat amb retaules. A l'altar hi ha una il·lustració de Santa Elizabeth, representada donant almoina als pobres.

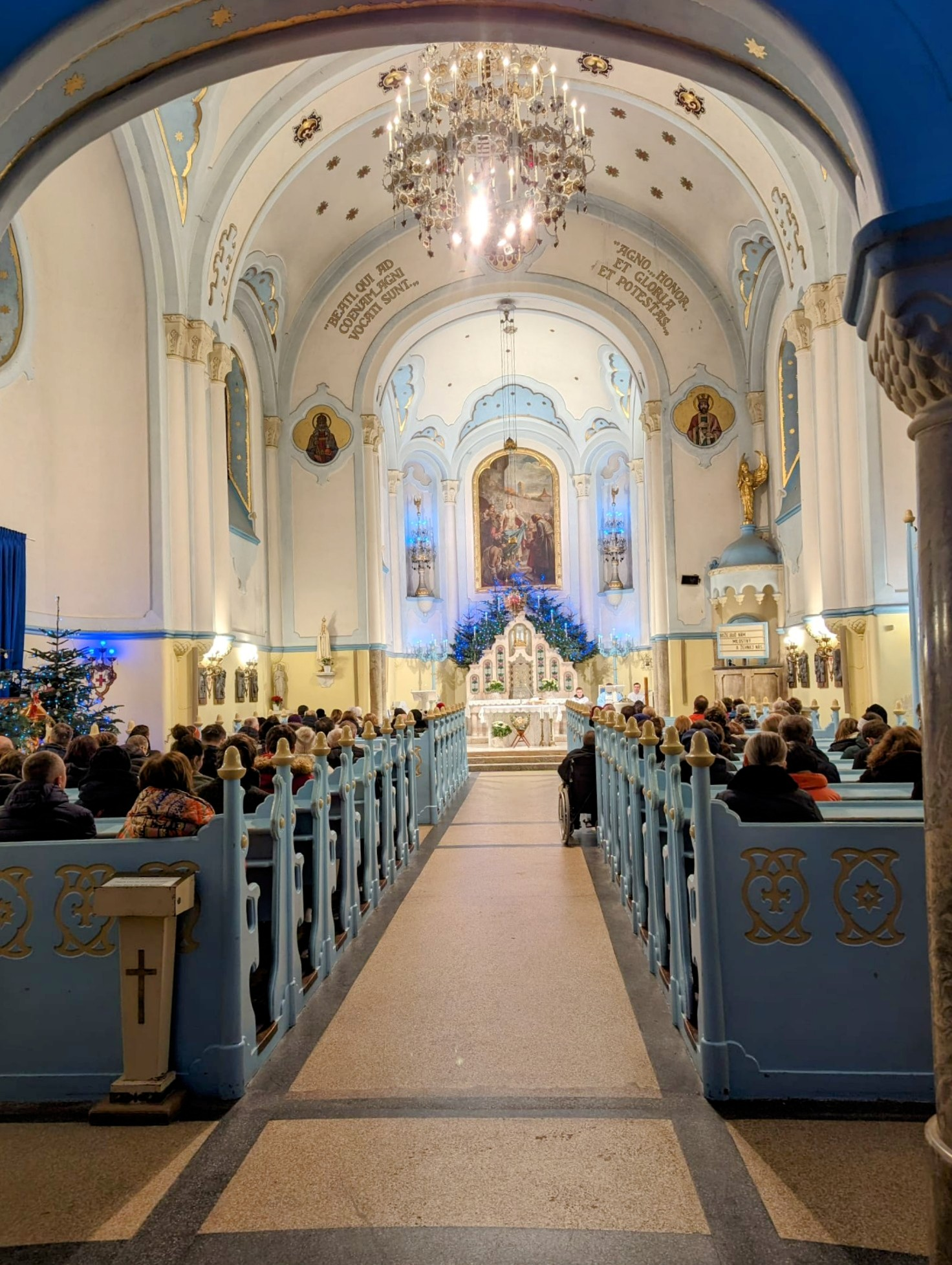
Vista interna de l'església durant una missa

Una maqueta de l'església es troba en Mini-Europa a Brussel·les, representant Eslovàquia.